# Niclas Eliasson
Niclas Eliasson, né le 7 décembre 1995 à Varberg, est un footballeur suédois qui évolue au poste d'ailier à l'AEK Athènes.

## Biographie
Niclas Eliasson Santana est né à Varberg, au sud-ouest de la Suède, d'une mère brésilienne et d'un père suédois.

### En club
Il joue neuf matchs en Ligue Europa avec les équipes de l'AIK Solna et de l'IFK Norrköping.
Le 2 octobre 2020, il rejoint le club français du Nîmes Olympique. Le 16 janvier 2021, il marque ses premiers buts avec le club nîmois face à l'Olympique de Marseille offrant alors la victoire à son équipe.

### En équipe nationale
Avec les espoirs, il participe au championnat d'Europe espoirs en 2017. Lors de cette compétition, il ne joue qu'une seule mi-temps, contre la Slovaquie.

## Palmarès
- Champion de Suède de D2 en 2013 avec le Falkenbergs FF.
- Vice-champion de Suède en 2016 avec l'AIK Fotboll.